# Скриплица
Скрипли́ца (бел. Скрыплі́ца) — агрогородок в Кировском районе Могилёвской области Беларуси. Центр Скриплицкого сельсовета.

## Географическое положение
Населённый пункт находится в 85 км от Могилёва и в 15 км к северо-востоку от города Кировск. Неподалёку организовано водохранилище, также именуемое Скриплица.

## История
Первое упоминание о старообрядческом поселении под названием Скриплица относится к 1760 году. Как утверждает местная легенда, деревня возникла в годы гонений на староверов при Петре I, а название дано в честь скрипучего дерева посреди глухого леса, где и было выбрано место под поселение. Местные жители отличались своенравным характером и во второй половине XIX века, неоднократно устраивая бунты против местных властей.
Во времена Российской империи деревня входила в Качеринскую волость Бобруйского уезда Минской губернии. В начале XX века действовали две церкви и корчма.
В 1924 году в Скриплице была открыта начальная школа, с 1936 по 1961 годы занимавшая здания обеих бывших церквей. В 1933 году был организован колхоз «Память Ильича».
В годы Великой Отечественной войны деревня была оккупирована немецко-фашистскими захватчиками с конца июня 1941 до конца июня 1944 годов. 225 жителей отправились на фронт и в партизанские отряды, из них 130 (по другим данным — 58) погибли.
В 1960 году Скриплица стала центром совхоза имени Кирова, занимающегося откормом животных и выращиванием семян и корнеплодов. В 2009 году совхоз был присоединён к СПК «Колхоз „Нива“» (ныне коммунальное сельское унитарное предприятие «Нива-Барсуки»).
С 1965 года — центр Скриплицкого сельсовета. Во второй половине XX века в деревне появились столярная мастерская, дом культуры, библиотека, фельдшерско-акушерский пункт, пункт бытового обслуживания населения, детский сад, магазины, спортивные площадки, отделение связи, АТС, столовая. Широкую известность в Белорусской ССР получили два самодеятельных хоровых коллектива, получивших звание народных.
28 декабря 2010 года решением Кировского районного Совета депутатов деревня Скриплица была преобразована в агрогородок.

## Население
- XIX — начало XX века: 1850 год — 217 жителей и 24 двора; 1897 год — 696 жителей и 117 дворов; 1909 год — 707 жителей и 123 двора[5]; 1917 год — 666 жителей и 124 двора[4].
- Вторая половина XX века: 1959 год — 644 жителя; 1970 год — 796 жителей; 1986 год — 702 жителя и 233 двора[5].
- XXI век: 2001 год — 578 жителей и 192 двора[2]; 2007 год — 495 жителей и 194 двора[5]; 2009 год — 394 жителя.

| Динамика численности населения | Динамика численности населения | Динамика численности населения | Динамика численности населения | Динамика численности населения | Динамика численности населения | Динамика численности населения | Динамика численности населения | Динамика численности населения | Динамика численности населения |
| 1850                           | 1897                           | 1909                           | 1917                           | 1959                           | 1970                           | 1986                           | 2001                           | 2007                           | 2009                           |
| ------------------------------ | ------------------------------ | ------------------------------ | ------------------------------ | ------------------------------ | ------------------------------ | ------------------------------ | ------------------------------ | ------------------------------ | ------------------------------ |
| 217                            | ↗697                           | ↗707                           | ↘666                           | ↘644                           | ↗796                           | ↘702                           | ↘578                           | ↘495                           | ↘394                           |

## Инфраструктура
Помимо бывшего совхоза имени Кирова, функционируют средняя школа, детский сад, фельдшерско-акушерский пункт, отделение почтовой связи, магазин, дом культуры, библиотека, АТС.